# Torneo de Berlín 1992
La Lufthansa Cup German Open 1992 fue un torneo de tenis femenino, disputado del 11 al 17 de mayo de 1992. Fue un evento de categoría Tier I que se jugó en canchas de polvo de ladrillo como preparativo para el segundo Grand Slam del año, Roland Garros. Fue la 77.ª edición del torneo y tuvo lugar en el Rot-Weiss Tennis Club en la capital alemana, Berlín.

## Campeonas

### Individual femenino
Steffi Graf venció a  Arantxa Sánchez Vicario por 4–6, 7–5, 6–2

### Dobles femenino
Jana Novotná /  Larisa Neiland vencieron a  Gigi Fernández /  Natalia Zvereva por 6-1, 6-3